# Funció de Bateman
|  | Aquest article tracta sobre la funció-k. Si cerqueu funció K, vegeu «Funció K». |

En matemàtiques, la funció de Bateman (o funció-k) {\displaystyle k_{n}} és un cas particular d'una funció hipergeomètrica confluent, definida per:
{\displaystyle \displaystyle k_{n}(x)={\frac {2}{\pi }}\int _{0}^{\pi /2}\cos(x\tan \theta -n\theta )\,d\theta }
Rep el nom del matemàtic anglès Harry Bateman, que el 1931 va estudiar aquest tipus de funció. Bateman va descobrir aquesta funció quan Theodore von Kármán va sol·licitar la solució de la següent equació diferencial que apareixia en la teoria de la turbulència
{\displaystyle x{\frac {d^{2}u}{dx^{2}}}=(x-n)u}
i Bateman va trobar aquesta funció com una de les solucions. Bateman va anomenar aquesta funció amb el nom de «funció k» en honor de Theodore von Kármán.
No s'ha de confondre amb una altra funció del mateix nom que s'utilitza en la farmacocinètica.

## Propietats
- {\displaystyle k_{0}(x)=e^{-|x|}}
- {\displaystyle k_{-n}(x)=k_{n}(-x)}
- {\displaystyle k_{n}(0)={\frac {2}{n\pi }}\sin {\frac {n\pi }{2}}}
- {\displaystyle k_{2}(x)=(x+|x|)e^{-|x|}}
- {\displaystyle |k_{n}(x)|\leq 1} per a valors reals de {\displaystyle n} i {\displaystyle x}
- {\displaystyle k_{2n}(x)=0} per {\displaystyle x<0} si {\displaystyle n} és un enter positiu
- Si {\displaystyle n} és un enter senar, llavors {\displaystyle k_{n}(x)=-{\frac {2x}{\pi }}[K_{1}(-x)+K_{0}(-x)],\ x<0}, on {\displaystyle K_{n}(-x)} és la funció modificada de Bessel del segon tipus.